# Phajol Moolsan
Phajol Moolsan (ur. 13 września 1968) – tajski bokser kategorii koguciej, brązowy medalista letnich igrzysk olimpijskich w Seulu.